# 조브 벨링엄
조브 벨링엄 (Jobe Bellingham, 2005년 9월 23일 ~ )는 잉글랜드의 축구 선수이며, 보루시아 도르트문트에서 미드필더 또는 공격수로 뛰고 있다. 그의 형은 잉글랜드 축구 국가대표팀으로 활약하는 주드 벨링엄이다.